# Таларомицес средний
Таларо́мицес сре́дний (лат. Talarómyces intermédius) — вид грибов-аскомицетов, относящийся к роду Таларомицес (Talaromyces). Бесполую стадию ранее включали в состав рода Пеницилл (Penicillium) как Penicíllium intermedium.

## Описание
Колонии на CYA слаборастущие, на 7-е сутки около 1,5 см (7—8 мм при 30 °C) в диаметре, с белым мицелием, шерстистые. Конидиальное спороношение не выражено. Реверс серовато-жёлтый.
На агаре с солодовым экстрактом (MEA) колонии широкорастущие, на 7-е сутки около 5 см в диаметре, с белым и жёлтым мицелием, шерстистые. Конидиальное спороношение не выражено. Реверс абрикосово-жёлтый.
На агаре с дрожжевым экстрактом и сахарозой (YES) колонии с белым мицелием, неспороносящие, с бледно-оранжевым в центре и желтоватым ближе к краю реверсом.
На овсяном агаре (OA) колонии с белым мицелием, конидиальное спороношение не выражено. Реверс розовато-белый. Образует обильные клейстотеции.
Клейстотеции образуются на более бедных средах, кремовые, затем розовые, шаровидные, мягкие, 300—1000 мкм в диаметре. Аски 11—16 × 10—14 мкм. Аскоспоры широкоэллипсоидальные, шиповатые, 4,5—7 × 3,5—5,5 мкм.
Конидиеносцы образуются редко, наиболее активно — на сенном агаре, представлены обычно одиночными фиалидами на гладкой ножке 4—30 мкм длиной и 1,5—2 мкм толщиной. Фиалиды фляговидные до игловидных, одиночные, редко по 2—3 в пучке, 12—20 × 1,5—2 мкм. Конидии эллипсоидальные, 2,5—4,5 × 2,2—3,5 мкм, гладкостенные.

### Отличия от близких видов
Определяется по кремовым или розовым клейстотециям с шиповатыми аскоспорами, слабому росту на CYA, одиночным фиалидам и отсутствию роста на креатиново-сахарозном агаре (CREA). Talaromyces trachyspermus и Talaromyces assiutensis образуют одноярусные и двухъярусные кисточки и более мелкие аскоспоры.

## Экология и значение
Почвенный гриб, описанный из болотной почвы в Англии.

## Таксономия
Talaromyces intermedius (Apinis) Stolk & Samson, Stud. Mycol. 2: 21 (1972). — Arachniotus intermedius Apinis, Mycol. Papers 96: 45 (1964).

### Синонимы
- Arachniotus intermedius Apinis, 1964
- Penicillium intermedium Stolk & Samson, 1972